# Fliseryd
Fliseryd is een plaats in de gemeente Mönsterås in het landschap Småland en de provincie Kalmar län in Zweden. De plaats heeft 762 inwoners (2007) en een oppervlakte van 134 hectare.
Het dorp had een industrieel karakter. De rivier Emån leverde daarvoor de benodigde waterkracht. Voor de aanvoer van grondstoffen en afvoer van producten werd een smalspoorlijn aangelegd in 1907 van Ruda via Finsjö en Fliseryd naar Påskallavik (Oskarshamn). De spoorlijn werd afgebroken in 1966, toen veel grotere bedrijven al gesloten waren. Met name de batterij- en accufabriek op Jungnerholmarna vergde een grote schoonmaakoperatie in de jaren 90. Nu bevindt zich op deze plek een natuurpark met dezelfde naam. Fliseryd heeft een eigen basisschool en enige winkels.

## Geboren
- Sigrid Blomberg (1863–1941), beeldhouwster